# دراگیوتسی
دراگیوتسی (به بلغاری: Dragievtsi) یک منطقهٔ مسکونی در بلغارستان است که در شهرستان گابروو واقع شده‌است.